# Lac Hinuma
Le lac Hinuma (涸沼, Hinuma) est un lac d'eau saumâtre situé dans la préfecture d'Ibaraki au Japon. 